# Людина з острова Мен
«Людина з острова Мен» (англ. The Manxman) — останній німий фільм режисера Альфреда Гічкока, знятий у 1929 році за однойменним романом британського письменника Холла Кейна (1884), який писав оповідання про життя на острові Мен, фільм був частково знятий в графстві Корнуол. Це рімейк фільму, знятого Джорджем Лоуном Такером у 1917 році.

## Сюжет
Класичний любовний трикутник, обіграний маестро страху за допомогою свого фірмового саспенсу.
Незважаючи на різницю в походженні, рибалка Піт і адвокат Філіп — друзі з дитинства. Піт любить Кейт, доньку місцевого шинкаря, і хоче з нею одружитися. Та її батько і чути нічого не бажає, оскільки не вважає Піта рівною партією своїй доньці.
Тоді Піт покидає острів, пообіцявши, що повернеться, коли розбагатіє. Перед від'їздом він просить Філіпа доглянути за Кейт, чим пробуджує їхні симпатії один до одного. Поки його не було, Кейт і Філіп покохали одне одного. Приходить помилкова звістка про смерть Піта в далеких краях. Кейт і Філ вільні. Але повернення Піта все заплутує.

## У ролях
- Карл Бріссон — Піт Квілл
- Малкольм Кін — Філіп Крістіан
- Анні Ондра — Кейт Креджін
- Рендл Айртон — Цезар Креджін
- Клер Гріт — мати
- Кім Пікок — Росс Крістіан (немає в титрах)
- Неллі Річардс — тюремна наглядачка (немає в титрах)
- Уілфред Шайн — доктор (немає в титрах)
- Гаррі Террі — чоловік (немає в титрах)

## Реставрація фільму
Фільм був відновлений Національним Архівом Британського Інституту Кіно спільно з кінокомпанією StudioCanal, за підтримки Британської Ради.
Група реставраторів працювала з вихідним негативом «Людини з острова Мен», що зберігаються в Національному архіві Британського інституту кіно. Окремі частини негатива були в поганому стані, тому деякі кадри, після порівняння з копією, зробленою у 1960-х роках, замінювали.
В результаті ретельної та кропіткої праці плівка набула первісного вигляду. Титри були повністю перероблені за допомогою відтвореного шрифту, ідентичного оригіналу. Після цифрової чистки була виготовлена копія на 35-міліметровій плівці, а також робочі відбитки в плівковому та цифровому форматі.